# Appius Claudius Crassus (Konsul 471 v. Chr.)
Appius Claudius Crassus Inregillensis Sabinus war Konsul der Römischen Republik im Jahr 471 v. Chr. und einer der decemviri legibus scribundis in den Jahren 451 v. Chr. bis 449 v. Chr., der einzige, der beiden Decemviraten angehörte. In beiden Fällen leitete er das Gremium, in seiner zweiten Amtszeit allerdings unter Beteiligung von Vertretern der Plebs.
Zu Appius Claudius erzählt die römische Geschichtsschreibung eine historisch nicht haltbare Geschichte: Obwohl zu den Claudiern gehörig und damit patrizischer Herkunft, unterstützte er angeblich den Wunsch der Plebejer nach einem geschriebenen Gesetz. Während seiner Amtszeit soll er die Macht mit ihren Repräsentanten geteilt haben. Das von den Decemviri verfasste Zwölftafelgesetz überlebte den Sturz des Decemvirats im Jahr 449 v. Chr.
Als die vorgesehene Amtszeit des zweiten Decemvirats ablief, verweigerten die Decemviri angeblich die Aufgabe des Amtes und den Nachfolgern die Aufnahme der Amtsgeschäfte. Appius Claudius wurde nachgesagt, eine ungerechte Entscheidung getroffen zu haben, um eine junge Frau namens Verginia – nach Titus Livius unrechtmäßig – für sich beanspruchen zu können, was ihren Vater dazu gebracht haben soll, sie, um sie vor dieser Entehrung zu bewahren, zu töten, eine Situation, die angeblich einen Aufstand gegen das Decemvirat verursachte und die Decemviri schließlich zum Rücktritt gezwungen haben soll, so dass der normale Magistrat (magistratus ordinarii) wieder eingesetzt werden konnte.
Appius Claudius wird nachgesagt, ermordet worden zu sein oder sich – nach dem Skandal um Verginia – selbst getötet zu haben. Allerdings ist die Quellenlage dazu spärlich.
Die Geschichte um Appius Claudius, Verginia und ihren Vater ist seit der Antike eine beliebte Vorlage für Tragödien. Wohl berühmtestes Beispiel ist das bürgerliche Trauerspiel Emilia Galotti von Gotthold Ephraim Lessing.